# Monumenta Paderbornensia

Titelblatt der Erstausgabe von 1669

Die Monumenta Paderbornensia sind eine in lateinischer Sprache verfasste Beschreibung der Geschichte und Geografie des Hochstifts Paderborn. Der vollständige Titel lautet Monumenta Paderbornensia ex historia romana, francica, saxonica eruta, novis inscriptionibus, figuris, tabulis geographicis ac notis posthumis Ferdinandi Principis, Episcopi Paderbornensis … illustrada accedunt Caroli M. Capitulatio de partibus Saxoniæ, ex antiquissimo MS. Palatino Bibliothecæ Vaticanæ, compendium vitæ celsissimi auctoris manes ferdinandæi, & panegyricus paderbornensis.
Die Monumenta Paderbornensia wurden von Bischof Ferdinand von Fürstenberg verfasst und erschienen erstmals 1669. Eine deutsche Übersetzung von Franz Joseph Micus (1801–1860) erschien 1844 unter dem Titel Denkmale des Landes Paderborn in Paderborn. Für die Illustrationen hat Johann Georg Rudolphi die Vorlagen für zahlreiche Stiche angefertigt.

## Ausgaben
- Lateinische Fassungen:
  - 1. Ausgabe: Paderborn 1669 (Digitalisat UB Paderborn).
  - 2. Ausgabe: Amsterdam 1672 (Digitalisat UB Paderborn).
  - 3. Ausgabe: Frankfurt am Main / Leipzig 1713 (Digitalisat UB Paderborn).
  - 4. Ausgabe: Lemgo 1714 (Digitalisat UB Paderborn).

- Deutsche Übersetzung:
  - Franz Joseph Micus: Denkmale des Landes Paderborn. Paderborn 1844 (Digitalisat UB Paderborn).